# Rudolphina Menzel

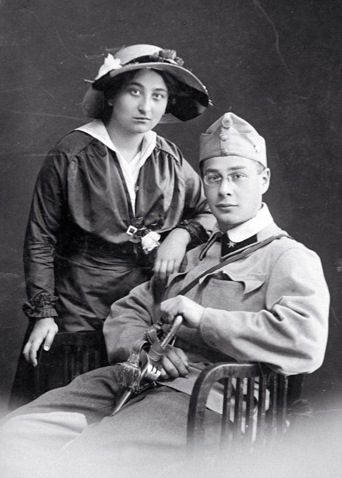
Rudolphina und Rudolph Menzel (1914)

Rudolphina Menzel  (geboren 1. März 1891 als Rudolfine Waltuch in Wien; gestorben 1973 in Israel) war eine israelische Kynologin. Sie wurde bekannt durch ihre Arbeit im Feld der tierischen Verhaltensforschung und als Entwicklerin der Rassestandards der Hunderasse Kanaan-Hund.

## Leben
Rudolphina Menzel wuchs in einer wohlhabenden jüdischen Familie in Wien auf. Schon als Jugendliche soll sie sich, obwohl sie als Vierjährige einmal gebissen worden war, um streunende Hunde gekümmert haben und fast zwanzig Hunde besessen haben. Angeblich bezahlte sie ihre Nachbarn dafür, für sie zu sorgen. Sie studierte Biologie, Chemie und Psychologie an der Wiener Universität und wurde dort 1914 promoviert. Als Studentin war sie in der zionistischen Jugendorganisation Blau-Weiß aktiv. 1915, nach dem Abschluss ihrer Studien, heiratete sie den Arzt Rudolph Menzel. Er war als Internist tätig, sie als Psychologin. Das Paar lebte in Linz, züchtete Hunde, bildete sie aus und gab Kurse zum Training von Hunden im Sicherheitssektor. Viele der angeblich nur auf hebräische Kommandos hörenden Menzel-Hunde wurden in Yishuv, Jüdische Siedlungen im Mandatsgebiet Palästina geschickt. Andere wurden an die österreichische oder deutsche Polizei abgegeben. Rudolphina Menzel verbrachte auch Zeit als Hundetrainerin bei der deutschen Armee in Berlin. In einem Interview zehn Jahre vor ihrem Tod gab sie an, der Gedanke, dass ihre eigenen „Schüler“ später wahrscheinlich Juden bedroht und angegriffen hätten, sei sehr belastend gewesen. 1928 veröffentlichte sie einen Ratgeber über die Ausbildung von Hunden, der in mehrere Sprachen übersetzt wurde.
Nach dem „Anschluss“ Österreichs an das Deutsche Reich 1938 flohen die Menzels aus Österreich nach Palästina. In Kiryat Motzkin bei Haifa gründeten sie ein Zentrum für die Ausbildung von Hunden zum Schutz der Wohngebiete und für militärische Zwecke. Einer der größten Erfolge war, dass ihre Hunde lernten, Landminen aufzuspüren. Unter Menzels Fachberatung wurde die Hundeabteilung der Hagana gegründet, die spätere Oketz-Einheit der IDF. Der Schwerpunkt ihrer Arbeit lag in Israel nicht bei der Ausbildung von Hunden, sondern bei der Schulung von Hundetrainern, sagte sie in einem Interview. Die Menzels bildeten auch Hunde und deren Trainer für die britische Armee aus, um den Kampf gegen Hitler-Deutschland zu unterstützen. Auch Assistenzhunde für Blinde und Sehbehinderte trainierten die Menzels. Dafür gründeten sie 1949 eine Einrichtung im Vorort von Haifa Kiryat Haim, die bis 1970 bestand. 1968 veröffentlichten sie ein Buch auf Hebräisch mit dem Titel Über Hunde, Katzen und andere Freunde. Aus freilebenden Hunden der Beduinen in Israel entwickelte sie Rassestandards für den israelischen „Nationalhund“, den Kanaan-Hund, eine seit 1966 von der FCI anerkannte Hunderasse.